# 1925 у футболі
Нижче наведені футбольні події 1925 року у всьому світі.

## Засновані клуби
- Гірник (Кривий Ріг)
- Динамо (Тбілісі) (Грузія)
- Зеніт (Санкт-Петербург) (Росія)
- Металіст (Харків)
- Олімпіакос (Пірей) (Греція)

## Національні чемпіони
- Англія: Гаддерсфілд Таун
- Бельгія: Беерсгот
- Данія: Болдклуббен 1903
- Ісландія: Фрам
- Італія: Болонья
- Нідерланди: Феєнорд
- Німеччина: Нюрнберг
- Парагвай: Олімпія (Асунсьйон)
- Польща: Погонь (Львів)
- Угорщина: МТК
- Шотландія: Рейнджерс